# Club Deportivo Tiburones Rojos de Veracruz
Il Club Deportivo Tiburones Rojos de Veracruz è stata una società calcistica messicana, con sede a Veracruz.

## Storia
Fondato nell'aprile del 1943, ha vinto due campionati nazionali e una coppa messicana. È retrocesso al termine del campionato di Clausura 2008, nel quale si è classificato sedicesimo. Dopo essere fallita nel 2011 per problemi finanziari, nel 2013 torna in prima divisione grazie al club La Piedad, che aveva conseguito sul campo la promozione, ma che, dato lo stadio era troppo ridotto per la prima serie, aveva deciso di cambiare sede da La Piedad a Veracruz, cambiando anche il nome della squadra in Tiburones Rojos de Veracruz.
Nel settembre 2019, al termine di una lunga serie di 41 partite senza ottenere successi, emersero i primi problemi di mancato pagamento degli stipendi ai calciatori. In occasione della sfida con il Tigres UANL del 18 ottobre persa per 3-1, i giocatori protestarono in campo, rimanendo volontariamente fermi, mentre gli avversari segnavano indisturbati. Questa serie di eventi portò la federazione messicana ad escludere la squadra dal campionato, ponendo di fatto fine alla storia del club. I giocatori furono svincolati, mentre tutte le filiali compresa la squadra femminile cessarono di esistere.

## Organico

### Rosa 2019-2020
| N. |                        | Ruolo | Calciatore            |
| -- | ---------------------- | ----- | --------------------- |
| 1  | Messico (bandiera)     | P     | Sebastián Jurado      |
| 4  | Messico (bandiera)     | D     | Lampros Kontogiannis  |
| 6  | Messico (bandiera)     | C     | Luis Antonio Martínez |
| 7  | Cile (bandiera)        | C     | Bryan Carrasco        |
| 8  | Stati Uniti (bandiera) | C     | Rodrigo López         |
| 9  | Turchia (bandiera)     | A     | Colin Kâzım-Richards  |
| 10 | Messico (bandiera)     | C     | Ángel Reyna           |
| 11 | Argentina (bandiera)   | A     | Cristian Menéndez     |
| 13 | Messico (bandiera)     | P     | Melitón Hernández     |
| 14 | Uruguay (bandiera)     | C     | Sebastián Rodríguez   |
| 16 | Argentina (bandiera)   | C     | Gaspar Iñíguez        |
| 17 | Argentina (bandiera)   | A     | Daniel Villalva       |
| 18 | Argentina (bandiera)   | C     | Federico Illanes      |

| N. |                      | Ruolo | Calciatore        |
| -- | -------------------- | ----- | ----------------- |
| 19 | Argentina (bandiera) | C     | Gabriel Peñalba   |
| 20 | Messico (bandiera)   | D     | Luis Lozoya       |
| 21 | Spagna (bandiera)    | C     | Abraham           |
| 22 | Messico (bandiera)   | A     | Diego Chávez      |
| 23 | Messico (bandiera)   | D     | Leobardo López    |
| 28 | Messico (bandiera)   | D     | Jesús Paganoni    |
| 29 | Messico (bandiera)   | C     | Kevin Varela      |
| 30 | Messico (bandiera)   | C     | Omar Novelo       |
| 31 | Messico (bandiera)   | C     | Juan Kayser       |
| 32 | Messico (bandiera)   | D     | Francisco Flores  |
| 33 | Messico (bandiera)   | D     | Carlos Gutiérrez  |
| 34 | Messico (bandiera)   | C     | Jesús Henestrosa  |
| 35 | Messico (bandiera)   | C     | Rodrigo Hernández |

## Palmarès

### Competizioni nazionali
- Campionato messicano: 2

1945-1946, 1949-1950
- Coppa del Messico: 2

1947-1948, Clausura 2016

### Altri piazzamenti
- Campionato messicano:

Terzo posto: 1946-1947, 1967-1968, 1969-1970
- Copa México:

Finalista: 1949-1950, 1967-1968, 1994-1995
Semifinalista: 1943-1944, 1946-1947, 1948-1949
- Supercoppa del Messico:

Finalista: 1946, 1948, 1950
- Supercopa MX:

Finalista: 2016